# Campionato sudamericano maschile under 19 di calcio 1958
Il Campionato sudamericano di calcio Under-19 1958, 2ª edizione della competizione organizzata dalla CONMEBOL e riservata a giocatori Under-19, è stato giocato in Cile.

## Partecipanti
Partecipano al torneo 6 delle 10 rappresentative nazionali affiliate alla Confederación sudamericana de Fútbol (non sono presenti Bolivia Colombia Ecuador e Paraguay):
| - Argentina - Brasile - Cile |  | - Perù - Uruguay - Venezuela |

## Città
La Federazione calcistica cilena scelse come luoghi deputati a ospitare la manifestazione le città di Santiago e Valparaíso.

## Formato

### Fase a gironi
Le 6 squadre partecipanti vengono incluse in un unico girone all'italiana.
In caso di arrivo a pari punti in classifica, la posizione si determina seguendo in ordine:
- Differenza reti;
- Numero di gol realizzati;
- Risultato dello scontro diretto;
- Sorteggio.

## Fase finale
| Squadra   | P.ti | G | V | P | S | GF | GS | DR  |
| --------- | ---- | - | - | - | - | -- | -- | --- |
| Uruguay   | 7    | 5 | 2 | 3 | 0 | 13 | 9  | +4  |
| Argentina | 6    | 5 | 2 | 2 | 1 | 16 | 10 | +6  |
| Brasile   | 6    | 5 | 2 | 2 | 1 | 10 | 6  | +4  |
| Perù      | 6    | 5 | 2 | 2 | 1 | 13 | 13 | 0   |
| Cile      | 3    | 5 | 1 | 1 | 3 | 10 | 13 | -3  |
| Venezuela | 2    | 5 | 0 | 2 | 3 | 6  | 17 | -11 |

| 13 marzo 1958 | Cile | 4 – 2 | Venezuela |  |

| 15 marzo 1958 | Argentina | 6 – 1 | Venezuela |  |

| 15 marzo 1958 | Uruguay | 4 – 2 | Perù |  |

| 18 marzo 1958 | Argentina | 5 – 5 | Perù |  |

| 18 marzo 1958 | Brasile | 2 – 2 | Uruguay |  |

| 20 marzo 1958 | Argentina | 2 – 2 | Uruguay |  |

| 20 marzo 1958 | Perù | 3 – 2 | Cile |  |

| 23 marzo 1958 | Brasile | 4 – 0 | Venezuela |  |

| 23 marzo 1958 | Argentina | 3 – 1 | Cile |  |

| 26 marzo 1958 | Perù | 2 – 1 | Brasile |  |

| 26 marzo 1958 | Uruguay | 3 – 1 | Cile |  |

| 30 marzo 1958 | Venezuela | 1 – 1 | Perù |  |

| 30 marzo 1958 | Brasile | 1 – 0 | Argentina |  |

| 2 aprile 1958 | Venezuela | 2 – 2 | Uruguay |  |

| 2 aprile 1958 | Cile | 2 – 2 | Brasile |  |

## Classifica marcatori
| Gol |  |  | Giocatore      | Squadra   |
| --- |  |  | -------------- | --------- |
| 5   |  |  | Norberto Raffo | Argentina |